# Horský Badachšán

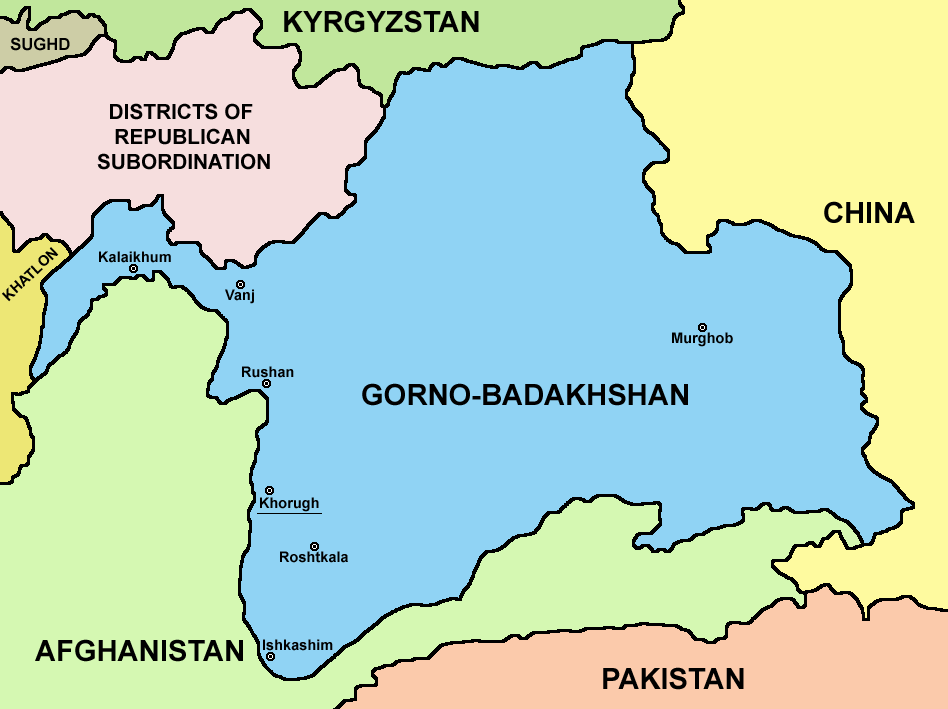

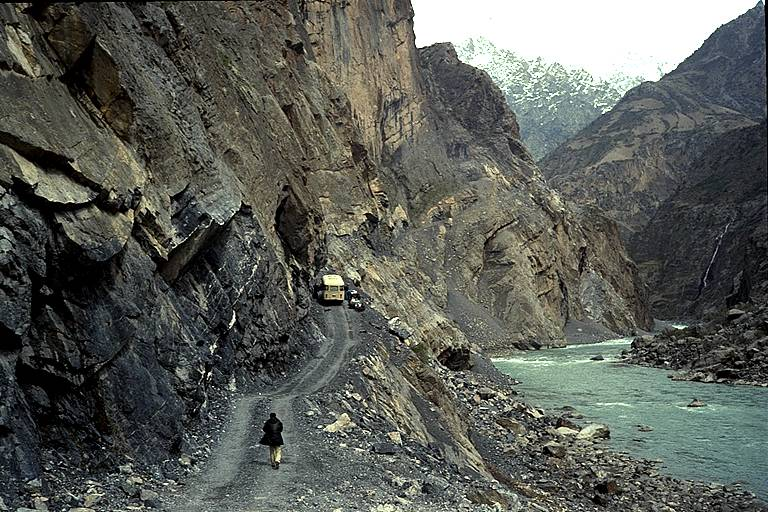
Pamírská dálnice

Horský Badachšán (tádžicky Вилояти Мухтори Кӯҳистони Бадахшон, rusky Горно-Бадахшанская автономная область) je autonomní oblast v pohoří Pamír na východě Tádžikistánu.
České pojmenování této oblasti je značně neustálené, lze se setkat s názvy Horní Badachšán nebo Gorno-Badachšán. Popřípadě je použita anglická transkripce tohoto názvu, tedy Gorno-Badakhshan.
Jedná se o poměrně izolovanou oblast, jediným spojením se zbytkem světa je Pamírská dálnice, která vede z Dušanbe podél afghánské hranice do hlavního města autonomní provincie Chorogu a poté se v půlkruhu stáčí k severu do kyrgyzského města Oš.

## Subregiony
Samotný Horský Badachšán lze rozdělit na tři subregiony:
- Oblasti pod Pamírem – okresy Darvaz a Vanč. Jsou jedinou spojnicí mezi Horským Badachšánem a zbytkem Tádžikistánu, takže mají relativně vysoký strategický význam.
- Horský Badachšán – historicky a etnicky spjatý s afghánským Badachšánem. Tvoří jej okresy podél pamírské dálnice – Rúšán, Chorog a Šugnán a dále nedostupné a obtížně kontrolovatelné oblasti při jižní hranici s Afghánistánem – okresy Iškašim, Váchán. Tvoří 44 % autonomní oblasti.
- Murgabský okres – od Dušanbe jedna z nejvíce izolovaných oblastí Tádžikistánu. Etnicky i komunikačně napojen spíše na kyrgyzskou Ošskou oblast.

## Popis oblasti
Kvůli absenci jakékoliv komunikační sítě se Horský Badachšán skládá z mnoha izolovaných údolí, jejichž obyvatelé mají autonomistické sklony, tudíž se nedá hovořit o tom, že by Horský Badachšán disponoval nějakou centrální vládou. Etnicky se obyvatelstvo skládá z mnoha národností hovořících několika íránskými jazyky. A tak jediným jednotícím prvkem, který zároveň stojí v opozici ke zbytku Tádžikistánu, je vyznávání specifické formy islámu – ší'itského směru ismá'ílíja.

## Život obyvatel
Přestože obyvatelé Horského Badachšánu v tádžické občanské válce převážně podporovali Islámskou stranu obrody, sami netíhnou k extremismu nebo fundamentalismu. Avšak existuje mezi nimi antagonismus vůči sousedním afghánským Paštunům a naopak pocit spřízněnosti s tádžickou minoritou v Afghánistánu.
Za sovětské éry došlo ke zvýšení životní úrovně a rozvoji infrastruktury. Stalo se zvykem, že obyvatelé odcházeli do centrálních oblastí Tádžikistánu či do Ruska a vraceli se jako kvalifikovaní a vzdělaní lidé. Proto lze i dnes mluvit o vysokém potenciálu tamního vzdělaného obyvatelstva a inteligence s orientací převážně na Rusko. Kromě toho se tu i nachází zásoby uhlí, zlata a barevných kovů.
I přes mírné zlepšení situace v oblasti zůstává katastrofální a Horský Badachšán je závislý na humanitární pomoci, která proudí z kyrgyzského Oš. Nejčastějším dárcem pomoci jsou islámské humanitární organizace.

## Obchod s drogami
Po rozpadu Sovětského svazu životní úroveň rapidně poklesla. Lidé se začali zapojovat do obchodu s narkotiky, která pocházejí z afghánských makových polí. Skrz Horský Badachšán vznikla jedna z hlavních cest na západní trhy.
Přes propustnou, obtížně kontrolovatelnou hranici se drogy pašují do města Chorog, pak po Pamírské dálnici do kyrgyzského Oš a poté dále do Moskvy. Toto pašování mělo za důsledek vzestup narkomafií a někteří politologové hovoří o tomto regionu jako o středoasijské Sicílii.